# (10088) Digne
(10088) Digne est un astéroïde de la ceinture principale.

## Description
(10088) Digne est un astéroïde de la ceinture principale. Il fut découvert le 22 septembre 1990 à La Silla par Eric Walter Elst. Il présente une orbite caractérisée par un demi-grand axe de 2,34 UA, une excentricité de 0,18 et une inclinaison de 3,4° par rapport à l'écliptique.

## Compléments